# اولد بولزوور
اولد بولزوور (به انگلیسی: Bolsover) یک شهرک در بریتانیا است که در منطقه بالسوور واقع شده‌است. اولد بولزوور ۱۱٬۶۷۳ نفر جمعیت دارد.